# ۴-کلرونیدول-۳-استیک اسید
۴-کلرونیدول-۳-استیک اسید (به انگلیسی: 4-Chloroindole-3-acetic acid) یک ترکیب شیمیایی با شناسه پاب‌کم ۱۰۰۴۱۳ است. 